# 日新街道
日新街道，是中华人民共和国辽宁省大連市西岗区下辖的一个乡镇级行政单位。2019年2月，站北街道并入日新街道。

## 行政区划
日新街道下辖以下地区：
英山社区、广和社区、红岩社区、更新社区、平等社区、东关社区、民乐社区、团结社区、万全社区、建设社区、双兴社区和兴业社区。